# 小林歩
小林 歩（こばやし あゆむ、1980年12月11日 - ）は、日本の男性総合格闘家。群馬県邑楽郡大泉町出身。INFIGHT JAPANに所属。

## 来歴
群馬県立西邑楽高等学校普通科卒業後、山梨学院大学法学部法学科卒業。
高校、大学共にレスリング部に所属。大学時代はシドニーオリンピック代表の小幡邦彦、総合格闘家の山本篤、同じく福田力らと同学年にあたる。2002年度内閣総理大臣杯 全日本大学レスリング選手権フリースタイル74kg級にて準優勝。同年天皇杯にも出場。大学卒業後、一時地元群馬に帰るも格闘技を志し、上京。
2003年3月、ADCC日本予選77kg級で3位入賞。
2005年、KILLER BEEに移籍。
2006年、DEEPフューチャーキングトーナメント70kg以下級にて優勝。
2010年、柔術黒帯ヘナート・シウバ率いるINFIGHT JAPANに移籍。

## 戦績
| 総合格闘技 戦績 | 総合格闘技 戦績 | 総合格闘技 戦績 | 総合格闘技 戦績 | 総合格闘技 戦績 | 総合格闘技 戦績 | 総合格闘技 戦績 |
| --------------- | --------------- | --------------- | --------------- | --------------- | --------------- | --------------- |
| 4 試合          | (T)KO           | 一本            | 判定            | その他          | 引き分け        | 無効試合        |
| 4 勝            | 2               | 1               | 1               | 0               | 0               | 0               |
| 0 敗            | 0               | 0               | 0               | 0               | 0               | 0               |

| 勝敗 | 対戦相手 | 試合結果                   | 大会名                                                                                        | 開催年月日     |
| ○    | 児山佳宏 | 5分2R終了 判定3-0          | DEEP 23 IMPACT 【フューチャーキングトーナメント 70kg以下級 決勝】                             | 2006年2月5日   |
| ○    | 松本光史 | 1R 4:53 チョークスリーパー | DEEPフューチャーキングトーナメント2005 【フューチャーキングトーナメント 70kg以下級 準決勝】   | 2005年12月25日 |
| ○    | 南陽啓   | 2R 2:02 TKO（パウンド）    | DEEPフューチャーキングトーナメント2005 【フューチャーキングトーナメント 70kg以下級 準々決勝】 | 2005年12月25日 |
| ○    | 斉藤正臣 | 1R 3:55 TKO（パウンド）    | DEEPフューチャーキングトーナメント2005 【フューチャーキングトーナメント 70kg以下級 1回戦】    | 2005年12月25日 |

## 獲得タイトル
- DEEPフューチャーキングトーナメント2005 70kg以下級 優勝（2006年）